# Leucocelis septicollis
Leucocelis septicollis är en skalbaggsart som beskrevs av Hermann Rudolph Schaum 1848. Leucocelis septicollis ingår i släktet Leucocelis och familjen Cetoniidae. Inga underarter finns listade i Catalogue of Life.